# Otto von Straßburg
Otto (Bischof) von Straßburg († 3. August 1100) war ein Graf im Riesgau aus dem Haus der Staufer, der 1082 von seinem Bruder zum Bischof von Straßburg erhoben wurde und das Bistum seit seiner Investitur 1084 durch Heinrich IV. bis zu seinem Tod als Reichsfürst regierte. Seine geistliche Herrschaft wurde vom kaiserlichen Papst Clemens (III.), der ihn weihte, und später auch vom gregorianischen Papst Urban II. anerkannt, dem er sich 1096 unterwarf. Otto war maßgeblich an der Gründung und Ausstattung des staufischen Familienklosters St. Fides in Schlettstadt beteiligt. Nach seiner Unterwerfung nahm er am Ersten Kreuzzug teil.
Er wird in der Literatur auch Otto von Hohenstaufen oder Otto von Staufen genannt.

## Herkunft und Familie

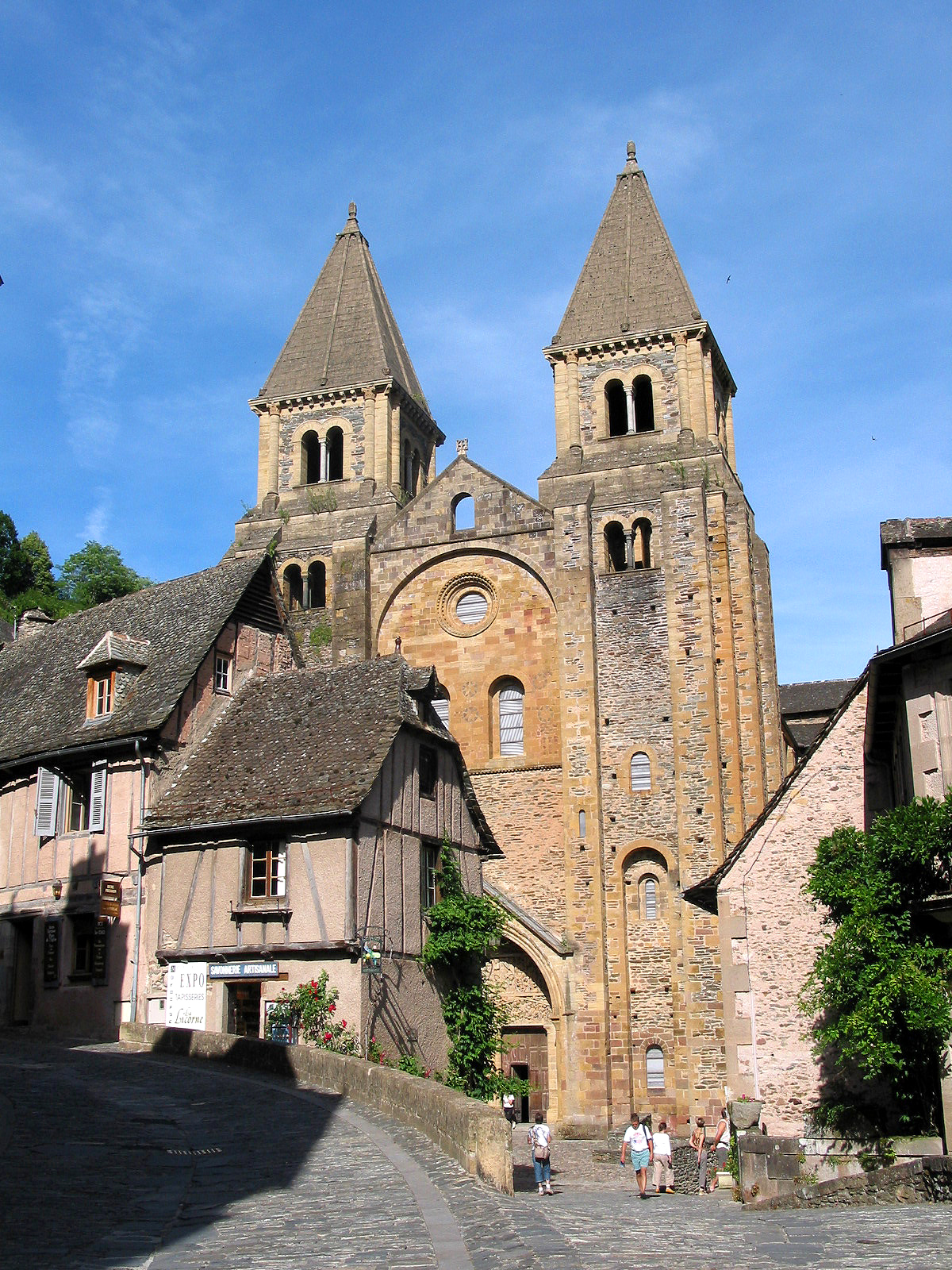
Mutterkloster Sankt-Fides Conques

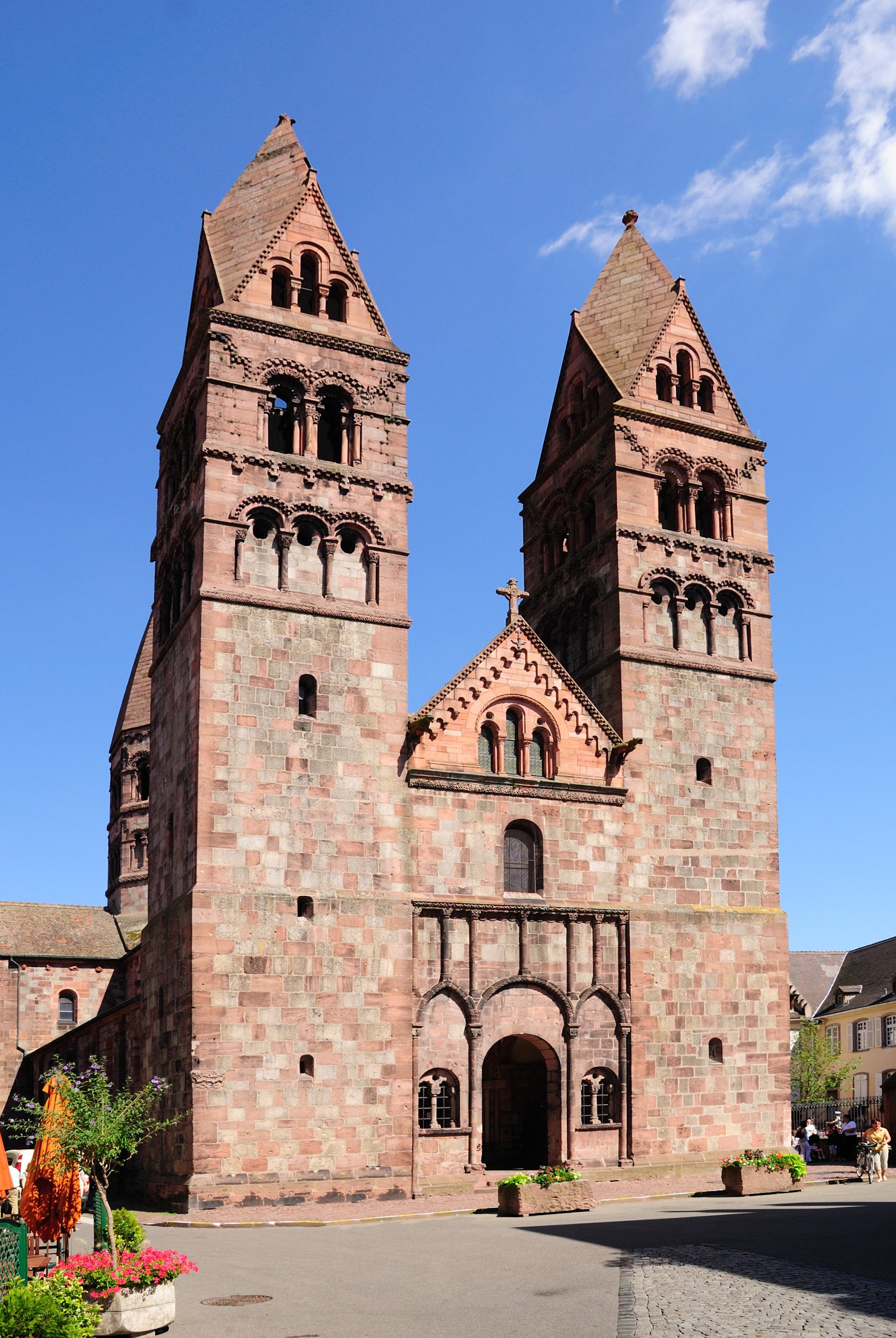
Prioratskirche Sankt-Fides Sélestat

Otto war der zweite Sohn des Grafen Friedrich von Büren, der als Stammvater der Staufer gilt. Seine Mutter war Hildegard von Egisheim (auch Hildegard von Hohenlohe); sie war Pfalzgräfin im Breisgau und Gräfin im Riesgau und starb 1094 an der Pest. Ottos älterer Bruder war Friedrich, ab 1079 Herzog von Schwaben und der erste staufische Herzog, der neben Schwaben auch das Elsass regierte.
Ottos jüngere Geschwister waren:
- Graf Ludwig, ohne Nachkommen gestorben;
- Graf Walter, ohne Nachkommen gestorben;
- Konrad, 1094 an der Pest gestorben;
- Adelheid, 1094 an der Pest gestorben.

Konrad, der jüngste Bruder des Bischofs Otto, äußerte auf dem Todesbett den Wunsch, man möge aus seinem Vermögen eine Kirche und einen Konvent bauen. So wurde in Schlettstadt die Kirche Sankt-Fides nach dem Vorbild der Grabeskirche errichtet und daneben ein Kloster für Benediktinermönche gebaut, die man aus der Abtei Sainte-Foy in Conques holte, wo noch heute der Reliquienschrein der Heiligen Fides liegt.
Ottos später als Heilige verehrte Mutter Hildegard beteiligte sich besonders an dieser Stiftung, der sie in ihrem Todesjahr 1094 mehrere Güter in den Bännen von Wittisheim und Orschweiler schenkte. Ihre vier Söhne schenkten dem Kloster alle Güter, die sie in Schlettstadt besaßen. Das Kloster stand unter der Leitung der Abtei Conques; Herzog Friedrich besaß die Vogteirechte. Der Schenkungsakt der vier Brüder datiert vom 23. Juli 1095. Daneben schenkte Otto dem Priorat Sankt-Fides auch die Kirche und den Zehnten von Fouchy.

## Leben

### Vorgeschichte, Werdegang
Vor seiner Bischofskarriere war Otto in die Politik seines Hauses eingebunden, das eines der maßgeblichen Grafengeschlechter im Herzogtum Schwaben stellte. Als Parteigänger des Gegenkönigs Rudolf von Rheinfelden, der die nominelle Herrschaft in Schwaben ausübte, wurde Bertold dem Bärtigen im Jahre 1077 die Herrschaft über die Gaugrafschaft Breisgau entzogen, die er seit dem Klostereintritt seines Sohnes Hermann wieder persönlich übernommen hatte, und Otto übertragen. Als der Gegenkönig Rudolf auf einer Fürstenversammlung in Ulm seinen Schwiegersohn Berthold II. zum Herzog von Schwaben wählen ließ, übertrug König Heinrich IV. das Herzogtum Schwaben seinem Schwiegersohn Friedrich, Ottos älterem Bruder, der sich nach der von ihm erbauten Burg auf dem Staufenberg „von Staufen“ nannte. Damit waren gleichzeitig ein Staufer und ein Bertoldinger (späterer Zähringer) mit diesem Herzogtum belehnt.
Otto wurde nach dem Tod seines Vorgängers Theobald im August 1082 auf Betreiben seines Bruders Friedrich von Schwaben zum Bischof von Straßburg erhoben, im Frühjahr 1084 von Kaiser Heinrich IV. investiert und anschließend von Papst Clemens (möglicherweise in Rom) geweiht.

### Parteigänger des Kaisers im Investiturstreit
Wie sein Bruder Friedrich stand Otto auf der Seite Kaiser Heinrichs IV. im Kampf gegen Papst Gregor VII. Er hatte denselben gegen eine starke päpstliche Partei am Oberrhein zu führen, an deren Spitze im Elsass Graf Hugo von Egisheim stand und deren geistige Führer die Mönche von Hirsau waren. Mit seinem Bruder mag er dabei wohl oft gleiche Ziele und gleiche Wege verfolgt haben.
Bei den großen Fragen der Reichspolitik scheint er weniger beteiligt gewesen zu sein, da sein Name nur selten begegnet. An den Verhandlungen der Mainzer Synode im Mai 1085, die eine Einheit der deutschen Kirche herstellen wollte, indem sie den Papst und alle gregorianischen Bischöfe für abgesetzt erklärte und den Gegenkönig Hermann von Salm bannte, nahm er wenigstens durch Gesandte teil, ebenso am Reichstag und an der Synode zu Mainz in der Fastenzeit des folgenden Jahres. Er ist auch 1091 in Verona im Gefolge des Kaisers nachzuweisen. Seinen Hauptgegner, den Grafen Hugo, hatte er kurz vorher im September 1089 töten lassen. Wie weit Otto für die Ermordung Hugos verantwortlich ist, kann nicht mit Sicherheit festgestellt werden. Die Überlieferung berichtet, der Graf sei in seinem Schlafgemach im Beisein des Bischofs von dessen Leuten erschlagen worden. Die Parteikämpfe in Schwaben und im Elsass fanden dann jedoch 1089 durch die Unterwerfung Bertholds von Zähringen ein Ende. Der Mord an Hugo war vielleicht auch Anlass für die Bußwallfahrt Ottos nach Conques im Jahr 1090, welcher der Ausbau der von seiner Mutter gestifteten Kirche und Familiengrablege folgte.

### Unterwerfung, Kreuzzug und Tod
Wenige Jahre später geriet das Gebiet unter den Einfluss der Begeisterung für den von Papst Urban II. auf seiner Reise durch Italien und Frankreich ausgerufenen Kreuzzug ins Heilige Land. Der neuartigen religiösen Bewegung konnte sich auch Otto nicht entziehen. Obwohl er bis dahin wie fast alle Bischöfe der Reichskirche in der Obödienz des kaiserlichen Papstes Clemens III. geblieben war, erschien er 1096 auf der Fastensynode in Tours vor Papst Urban, um dessen Gnade zu gewinnen und in die Gemeinschaft der gregorianischen Bischöfe aufgenommen zu werden. Der Papst nahm Ottos Unterwerfung an und verpflichtete ihn, zur Sühne für seine Verfehlungen am Kreuzzug teilzunehmen. Otto schloss sich der Gruppe der Lothringer an, die unter der Führung des Grafen Gottfried von Bouillon nach Palästina zogen. Sehr bald nach der Eroberung Jerusalems scheint er heimgekehrt zu sein, denn bereits gegen Ende des Jahres 1099 ist er urkundlich wieder nachzuweisen.
Otto erhielt die Würde eines Reichsfürsten, die seine Nachfolger bis zur Französischen Revolution beibehielten. Mit diesem Titel unterzeichnete er den Stiftungsakt der Abtei Zinsheim am 6. Januar 1100. Er starb einige Monate später am 3. August 1100.

## Einzelaspekte

### Der Burgenbau im Elsass

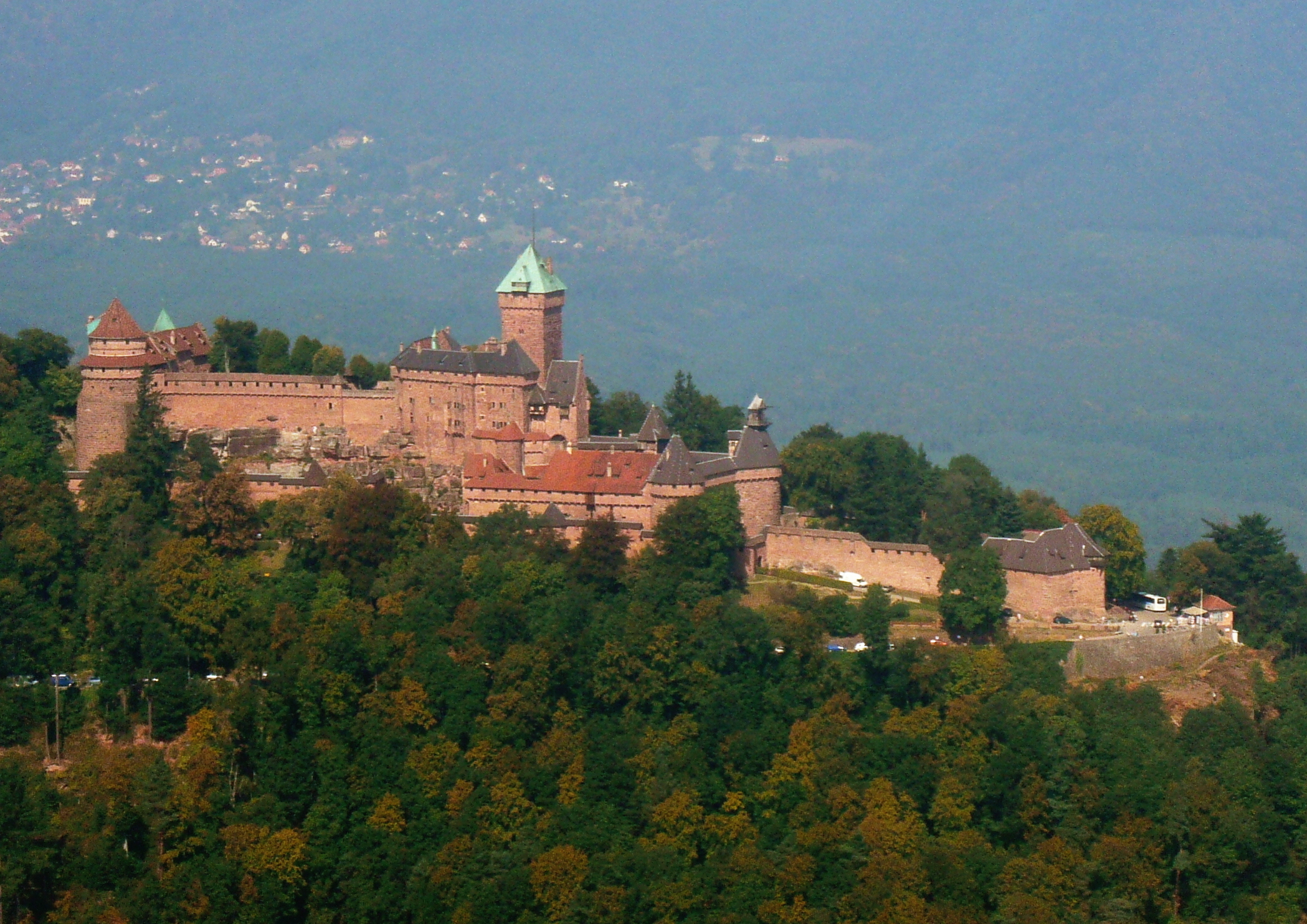
Hohkönigsburg

Friedrich der Einäugige wurde im Rahmen des Zweikampfs zwischen Kaiser und Papst von seinem Vater, Friedrich von Büren, beauftragt, seine Feinde im Rheinland zu überwachen, insbesondere den Erzbischof von Mainz. Zu diesem Zweck ließ er die Burg von Haguenau und die Hohkönigsburg errichten. Erstere wurde die Hauptresidenz von Friedrich Barbarossa und Letztere bleibt heute das am meisten besuchte Monument im Elsass, wenn auch in der Form, die der Kaiser Wilhelm II. 1865 im neogotischen wilhelminischen Stil zwecks seiner kaum vertuschten Regermanisierungspolitik rekonstruieren ließ und wohl oder übel zu einem der Wahrzeichen des heutigen Elsass gemacht hat.
Die politischen Verhältnisse des 11. und 12. Jahrhunderts veranlassten die meisten Herrscher der elsässischen Kleinstaaterei zu einer verstärkten Befestigung ihrer Städte und zur Errichtung von Burgen auf den Anhöhen der Region. Da die Verfechter und Anhänger des Papstes auch im Westen residierten, fingen die Grafen, Fürstbischöfe und Fürsten an, am Rande ihres Territoriums, meistens da, wo das Tal sich verengt und als Tor zum Land gesperrt werden soll, neue Burgen aus dem heimischen Buntsandstein zu bauen, die jenen Burgen der ebenso im Raum präsenten Gegnern misstrauisch wie Katze und Maus gegenüberstanden. Inzwischen prägt diese Befestigungsperiode die Kulturlandschaft des modernen Elsass immer noch.
Der Überlieferung nach soll Otto die Burg Staufenberg errichtet haben, wo im Märchen der Melusine die Szene mit Peter von Staufenberg spielt.

### Gesetzgebung und Münzprägungen
In einer Urkunde Kaiser Heinrichs V. von 1119 wird bemerkt, Otto habe der Stadt Straßburg das Servitut des Bannweins erleichtert. Dass seiner gesetzgeberischen Tätigkeit das zweite Straßburger Stadtrecht zu verdanken sei, ist dagegen ein Produkt der Phantasie späterer Chronisten, denn diese Kodifikation entstand erst ein Jahrhundert später.
Ende des 11. Jahrhunderts wuchs die Unzufriedenheit einiger wirtschaftlich starker Städte bzw. Hochstifte mit der Herrschaft der Bischöfe, so gab es zum Beispiel in Metz, Straßburg, Colmar oder Verdun erste Aufstände. Die Kanoniker der Bischofskirchen wurden aus dem lokalen oder regionalen Adel rekrutiert und standen dem städtischen Führungskreisen fern. Zünfte und Stadtbevölkerung ertrugen die Herrschaft der Prälaten mit zunehmendem Missbehagen. Man sagt Bischof Otto nach, im Zusammenhang mit der Beendigung seines Streits mit dem Domkapitel und anderer Fehden im Rahmen des Investiturstreits im oberrheinischen Raum habe er als erster Straßburger Bischof den Bürgern der Stadt das Recht gewährt, eigene Stadträte für die Verwaltung der Stadt zu wählen.
In der Regierungszeit Ottos von Hohenstaufen tauchten wieder doppelseitig geprägte Münzen in Straßburg auf. Der alte Straßburger Denar von Werner I. von Habsburg unterschied sich schon von den Brakteaten, die ab der Mitte des 12. Jahrhunderts im Heiligen Römischen Reich sehr verbreitet waren. Werners Münze zeigte auf dem Avers den Prälaten mit einem bloßen Haupt des Bischofs oder mit dem Scheitelkäppchen und auf dem Revers nur den Namen des Prälaten; sie wurde in der Amtszeit des Bischofs Otto durch eine Münze ersetzt, die die Herrschaftsattribute deutlicher darstellte als früher. Auf dem Avers ist der Bischof mit Bischofsstab, Mitra und Pallium abgebildet. Auf dem Revers ist der Kaiser zu sehen.
Otto war wie seine Vorgänger und teilweise auch seine Nachfolger ein kriegerischer Bischof, der als Bruder des Herzogs mehr wie ein Ritter als wie ein Priester auftrat. Er engagierte sich auf der Seite des Kaisers und hielt im Schisma zunächst zum kaiserlichen Gegenpapst Clemens. Seine Treue zum Kaiser erklärt, warum die Straßburger Münzen seiner Amtszeit oft gemischt waren: das Avers zeigt den Bischof mit Pileolus, das Revers den Kaiser. Sonst waren Münzen von Städten und Herrschaften gewöhnlich nur dem Stadt- oder Landesherrn allein gewidmet. Die von Otto geprägte Münze zeigt vorne eine zweispitzige Mitra, ein Zepter, hinter dem Kopf ist der Bischofsstab zu erkennen. Die Devise lautet ODOICPP (=Odo Episcopus). Auf dem Revers wurde der Kaiser porträtiert. Durch die Münzprägung wird der Zusammenhalt zwischen Kaiser und Bischof veranschaulicht.